# Schweizer Meisterschaften im Biathlon 2012
Die Schweizer Meisterschaften im Biathlon 2012 fanden am 24. und 25. März 2012 im Nordischen Zentrum Ulrichen statt. Sowohl für Männer als auch für Frauen wurden Wettkämpfe im Sprint und im Massenstart ausgetragen. Aufgrund geringer Teilnehmerzahlen wurde die Medaillenvergabe für Seniorinnen (1990 und älter) und Juniorinnen (1991/1992) kombiniert.

## Männer

### Sprint 10 km
| Platz | Starter           | Verein                     | Zeit    | Schießfehler |
| ----- | ----------------- | -------------------------- | ------- | ------------ |
| 1     | Mario Dolder      | SSC Riehen                 | 25:47,3 | 0+1          |
| 2     | Ivan Joller       | SC Bannalp-Wolfenschiessen | 26.10,1 | 0+1          |
| 3     | Benjamin Weger    | SC Obergoms                | 26:28,1 | 1+0          |
| 4     | Christian Stebler | SC Bannalp-Wolfenschiessen | 27:16,5 | 1+3          |
| 5     | Serafin Wiestner  | SC Gardes-Frontière        | 27:43,5 | 1+1          |
| 6     | Claudio Böckli    | SC am Bachtel              | 27:53,2 | 3+2          |
| 7     | Samuel Vontobel   | SC am Bachtel              | 39:22,6 | 3+0          |
| 8     | Hans-Ruedi Schmid | SC Lenk                    | 41:37,5 | 3+5          |
| 9     | Thomas Arregger   | SSC Toggenburg             | 43:26,8 | 3+3          |

Datum: 24. März 2012
Nicht am Start war Simon Hallenbarter (SC Obergoms).

#### Junioren Top 3 (1991/1992)
| Platz | Starter          | Verein        | Zeit    | Schießfehler |
| ----- | ---------------- | ------------- | ------- | ------------ |
| 1     | Sébastien Testuz | SC Bex        | 28:17,4 | 0+0          |
| 2     | Gaspard Cuenot   | SC La Brévine | 28:37,8 | 2+2          |
| 3     | Lukas Bieri      | SC Flühli     | 29:11,8 | 0+0          |

#### Jugend Top 3 (1993 und jünger)
| Platz | Starter          | Verein        | Zeit    | Schießfehler |
| ----- | ---------------- | ------------- | ------- | ------------ |
| 1     | Kenneth Schöpfer | SC Flühli     | 22:53,3 | 0+2          |
| 2     | Lino Föhn        | SC Ibach      | 23:51,0 | 0+2          |
| 3     | Jules Cuenot     | SC La Brévine | 24:12,9 | 3+3          |

### Massenstart 15 km
| Platz | Starter           | Verein                     | Zeit      | Schießfehler |
| ----- | ----------------- | -------------------------- | --------- | ------------ |
| 1     | Benjamin Weger    | SC Obergoms                | 44:29,1   | 0+0+0+0      |
| 2     | Ivan Joller       | SC Bannalp-Wolfenschiessen | 45:54,8   | 2+0+2+1      |
| 3     | Claudio Böckli    | SC am Bachtel              | 46:13,2   | 2+0+1+1      |
| 4     | Mario Dolder      | SSC Riehen                 | 46:37,1   | 1+1+1+4      |
| 5     | Christian Stebler | SC Bannalp-Wolfenschiessen | 46:44,8   | 2+1+3+2      |
| 6     | Serafin Wiestner  | SC Gardes-Frontière        | 48:53,8   | 0+2+1+1      |
| 7     | Samuel Vontobel   | SC am Bachtel              | 1:08:52,2 | 2+3+1+2      |

Datum: 25. März 2012
Nicht am Start war Simon Hallenbarter (SC Obergoms).
Serafin Wiestner gewann den RWS Swiss-Cup 2011/2012 mit 140 Punkten vor Lothar Mock (SSC Toggenburg, 114 Punkte) und Thomas Arregger (95 Punkte).

#### Junioren Top 3 (1991/1992)
| Platz | Starter        | Verein                | Zeit    | Schießfehler |
| ----- | -------------- | --------------------- | ------- | ------------ |
| 1     | Gaspard Cuenot | SC La Brévine         | 38:00,5 | 2+0+2+2      |
| 2     | Kevin Russi    | SC Gotthard Andermatt | 39:04,6 | 0+1+2+1      |
| 3     | Romano Russi   | SC Gotthard Andermatt | 39:27,9 | 1+0+1+2      |

Gaspard Cuenot gewann den RWS Swiss-Cup 2011/2012 mit 158 Punkten vor Kevin Russi (132 Punkte) und Sébastien Testuz (128 Punkte).

#### Jugend Top 3 (1993 und jünger)
| Platz | Starter           | Verein         | Zeit    | Schießfehler |
| ----- | ----------------- | -------------- | ------- | ------------ |
| 1     | Kenneth Schöpfer  | SC Flühli      | 31:32,6 | 1+1+2+1      |
| 2     | Jules Cuenot      | SC La Brévine  | 32:40,1 | 2+2+2+3      |
| 3     | Nirando Bacchetta | SSC Toggenburg | 32:44,3 | 3+0+2+2      |

Severin Dietrich (SC Sarsura Zernez) gewann den RWS Swiss-Cup 2011/2012 mit 134 Punkten vor Alwin Thétaz (SC Val Ferret, 118 Punkte) und Kenneth Schöpfer (108 Punkte).

## Frauen

### Sprint 7,5 km
| Platz | Starter            | Verein                | Zeit    | Schießfehler |
| ----- | ------------------ | --------------------- | ------- | ------------ |
| 1     | Elisa Gasparin*    | SC Bernina Pontresina | 23:20,1 | 0+0          |
| 2     | Rahel Imoberdorf   | SAS Bern              | 26:26,2 | 2+4          |
| 3     | Ladina Meier-Ruge* | SC Obergoms           | 26:45,1 | 0+3          |
| 4     | Doris Trachsel     | SC Plasselb           | 28:48,9 | 5+4          |
| 5     | Jennifer Schöpfer* | SC Flühli             | 29:39,7 | 1+1          |

(*) Juniorin (1991/1992)
Datum: 24. März 2012
Nicht am Start waren Selina Gasparin (SC Gardes-Frontière) und Irene Cadurisch (SC Maloja).

#### Jugend Top 3 (1993 und jünger)
| Platz | Starter         | Verein                | Zeit    | Schießfehler |
| ----- | --------------- | --------------------- | ------- | ------------ |
| 1     | Patricia Jost   | SC Obergoms           | 19:27,2 | 0+1          |
| 2     | Aita Gasparin   | SC Bernina Pontresina | 20:28,6 | 1+2          |
| 3     | Sabine di Lallo | SC Obergoms           | 21:07,8 | 1+1          |

### Massenstart 12,5 km
| Platz | Starter            | Verein                | Zeit    | Schießfehler |
| ----- | ------------------ | --------------------- | ------- | ------------ |
| 1     | Selina Gasparin    | SC Gardes-Frontière   | 38:40,1 | 0+1+0+0      |
| 2     | Elisa Gasparin*    | SC Bernina Pontresina | 41:50,1 | 1+2+1+0      |
| 3     | Ladina Meier-Ruge* | SC Obergoms           | 44:24,3 | 1+2+0+2      |
| 4     | Rahel Imoberdorf   | SAS Bern              | 44:54,0 | 1+3+5+5      |
| 5     | Doris Trachsel     | SC Plasselb           | 46:46,6 | 2+4+4+4      |
| 6     | Jennifer Schöpfer* | SC Flühli             | 50:56,5 | 0+3+3+1      |

(*) Juniorin (1991/1992)
Datum: 25. März 2012
Stephanie Schnydrig (SC Obergoms) gewann den RWS Swiss-Cup 2011/2012 bei den Seniorinnen mit 40 Punkten vor Rahel Imoberdorf (38 Punkte) und Monika Niederberger (SC Dallenwil, 36 Punkte). Ladina Meier-Ruge gewann den RWS Swiss-Cup 2011/2012 bei den Juniorinnen mit 144 Punkten vor Irene Cadurisch (SC Maloja, 134 Punkte) und Jennifer Schöpfer (100 Punkte).

#### Jugend Top 3 (1993 und jünger)
| Platz | Starter       | Verein                | Zeit    | Schießfehler |
| ----- | ------------- | --------------------- | ------- | ------------ |
| 1     | Patricia Jost | SC Obergoms           | 29:17,0 | 0+0+1+0      |
| 2     | Tanja Bissig  | SC Gotthard Andermatt | 31:29,3 | 2+1+1+2      |
| 3     | Julia Volken  | SC Obergoms           | 31:42,0 | 1+4+1+1      |

Lena Häcki (Nordic Engelberg) gewann den RWS Swiss-Cup 2011/2012 mit 134 Punkten vor Patricia Jost (120 Punkte) und Tanja Bissig (118 Punkte).